# Syllabik
Syllabik wird als adjektivisch verwendetes Wort („syllabisch“) bei der Beschreibung von Vokalmusik für die Bezeichnung „silbenweise“ gebraucht. Man spricht insbesondere von einer „syllabischen Textverteilung“, um auszudrücken, dass jeder Silbe eines vertonten Textes nur ein Ton der Gesangsmelodie zugeordnet wird.
Das Gegenteil einer syllabischen ist die „melismatische Textverteilung“, die besagt, dass auf einer Textsilbe mehrere Töne gesungen werden. Die Frage nach syllabischer oder melismatischer Textverteilung ist in der musikalischen Analyse von Bedeutung, vor allem bei Untersuchungen von Gregorianischem Choral, Musik des Spätmittelalters oder von Kunstliedern.
Das nachfolgende Notenbeispiel (aus dem Messiah von Georg Friedrich Händel) demonstriert die Gegenüberstellung zwischen syllabischer und melismatischer Textverteilung: Das lange Melisma über dem Wort „born“ im Sopran („S“) und im Alt („A“) steht in einem Kontrast zu dem übrigen Text, der rein syllabisch vertont ist. Dadurch wird das Wort „born“ besonders hervorgehoben.